# Nueva Unión Popular Ecológica y Social
La Nueva Unión Popular Ecológica y Social (NUPES; en francés: Nouvelle Union populaire écologique et sociale) fue una coalición política en Francia de izquierda liderada por Jean-Luc Mélenchon.
Fue formada en el Día de los Trabajadores en 2022 e incluye a Francia Insumisa, el Partido Socialista, el Partido Comunista Francés, Europa Ecología Los Verdes, ¡Juntos!, Generación·s y sus respectivos aliados. El Nuevo Partido Anticapitalista apoya a la coalición, pero no es un miembro formal debido a su desacuerdo con la presencia del Partido Socialista.

## Historia
En octubre de 2021, poco antes de las elecciones presidenciales de 2022, Jean-Luc Mélenchon lanzó su candidatura con el lema, Unión Popular. En diciembre de 2021, anunció la creación de un parlamento de la Unión Popular que tiene como objetivo reunir a personalidades de izquierda para apoyar su candidatura.
Francia Insumisa se convirtió en la mayor fuerza de izquierda en las elecciones presidenciales, y luego buscó unir a los principales partidos de izquierda del país para participar en la elecciones legislativas de 2022, formando la coalición Nueva Unión Popular Ecologista y Social. Se mantuvieron negociaciones con Europa Ecología Los Verdes y el Partido Comunista Francés que se unieron a la coalición el 1 de mayo, mientras que el Partido Socialista, después de haber llegado a un acuerdo para unirse a la coalición el 4 de mayo, votó a favor en su Consejo Nacional el 5 de mayo. A raíz de esto, el Nuevo Partido Anticapitalista anunció que no entraría en la coalición por diferencias ideológicas insalvables con el Partido Socialista, pero apoyaría a los candidatos de la coalición cuando pertenezcan a su ala de izquierda radical.

## Posiciones políticas
La alianza ha sido descrita como izquierdista radical. Los participantes se unen en torno a varias propuestas comunes, entre ellas: la economía planificada, el aumento del salario mínimo neto de impuestos a 1.400 euros mensuales, una renta básica de 1.100€ para jóvenes estudiantes, la vuelta a la jubilación a los 60 años, la congelación de los precios de los productos de primera necesidad, la aplicación de "la Regla Verde" (no consumir más recursos de los que los límites físicos del planeta pueden regenerar, propiciando un decrecimiento económico controlado) y el establecimiento mediante un proceso constituyente popular de una Sexta República (Francia está en su Quinta República). La coalición tiene como objetivo obtener una mayoría en la Asamblea Nacional para imponer la "cohabitación" al presidente reelecto Emmanuel Macron y nombrar a Jean-Luc Mélenchon como primer ministro. Algunos socialistas consideraron el europeísmo como una línea roja y por lo tanto, se llegó a una posición de compromiso sobre el tema.

## Composición
Los partidos que conforman NUPES son:
| Partido/Movimiento | Presidente(a)/Líder |
| ------------------ | ------------------- |
| Francia Insumisa   | Jean-Luc Mélenchon  |
| Partido Socialista | Olivier Faure       |
| Los Verdes         | Julien Bayou        |
| Partido Comunista  | Fabien Roussel      |

## Desempeño electoral

### Elecciones legislativas
|  | 25,66 % |

|  | 31,58 % |